# 아나톨리 바니솁스키
아나톨리 안드레예비치 바니솁스키(러시아어: Анато́лий Андре́евич Банише́вский, 아제르바이잔어: Anatoli Andreyeviç Banişevski, 1946년 2월 23일 ~ 1997년 12월 10일)는 소련과 아제르바이잔의 축구 선수로, 현역 포지션은 스트라이커였다.
소련 대표팀에서 51경기에 출전하여 19득점을 기록했다. 1966년 FIFA 월드컵과 UEFA 유로 1968에서 소련이 4위를 차지하는 데에 기여했고 UEFA 유로 1972에서 소련을 준우승으로 이끄는 데에 기여했다. 네프치 바쿠 소속으로 있는 동안 소비에트 톱 리그에서 136득점을 기록했으며 세 차례(1966년, 1967년, 1978년)나 아제르바이잔 올해의 축구 선수로 선정되기도 했다.
2003년 아제르바이잔 축구 연맹 협회로부터 UEFA 주빌리 어워드 수상자로 선정되었다.